# Veldbies-beukenbos
Het veldbies-beukenbos (Luzulo-Fagetum) is een associatie uit het verbond van veldbies-beukenbossen (Luzulo-Fagion). Het is een bosplantengemeenschap die voorkomt op stenige bodems, en gedomineerd wordt door loofbomen en dwergstruiken.
Deze associatie komt in Nederland en Vlaanderen slechts marginaal voor.

## Naamgeving en codering
| Luzulo luzuloides-Fagetum            |
| Luzulo luzuloides-Fagetum sylvaticae |

- Frans: Hëtraie acidophile à luzule
- Duits: Hainsimsen-Rotbuchenwald
- Engels: Broad-buckler-fern-fir-beech forest
- Syntaxoncode voor Nederland (rVvN): r45Ab01
- BWK-karteringseenheid: Eikenbos met witte veldbies (ql) en Beukenbos met witte veldbies (fl)
- Natura2000-habitattypecode (EU-code): H9110
- Corine-code: 41.11 - Medio-European acidophilous beech forests

De wetenschappelijke naam Luzulo luzuloides-Fagetum is afgeleid van de botanische namen van twee belangrijke soorten binnen deze klasse, de kensoort witte veldbies (Luzula luzuloides) en de beuk (Fagus sylvatica).

## Fysiognomie
Het veldbies-beukenbos is een hoog opgaande vegetatie, de boomlaag kan 20–25 m hoog reiken. De struik- en de moslaag zijn zwak ontwikkeld en weinig soortenrijk. De kruidlaag kan plaatselijk goed ontwikkeld zijn, vaak met een belangrijk aandeel aan dwergstruiken.

## Ecologie
Het veldbies-beukenbos is een voor Nederland en Vlaanderen zeer zeldzaam bostype, kenmerkend voor zeer zure (pH 3,0 of lager), oligotrofe, zandige, lemige of vaak stenige bodems. Het kan zich enkel ontwikkelen op plaatsen met een koel en vochtig subklimaat, wat meestal in de bergen is.
Deze vegetatie vormt in dergelijke omstandigheden de climaxvegetatie.

## Diagnostische taxa voor Nederland en Vlaanderen

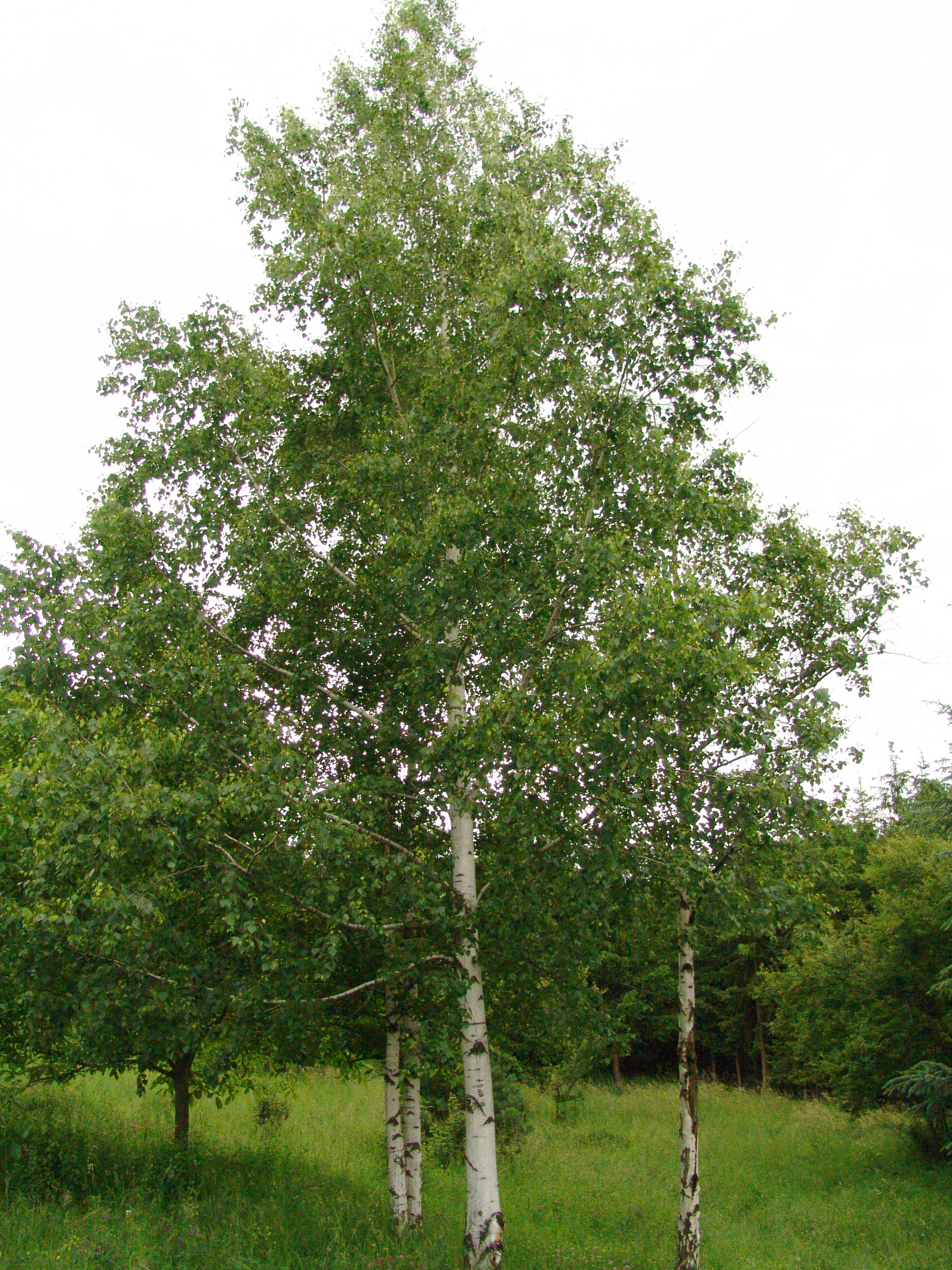
Ruwe berk

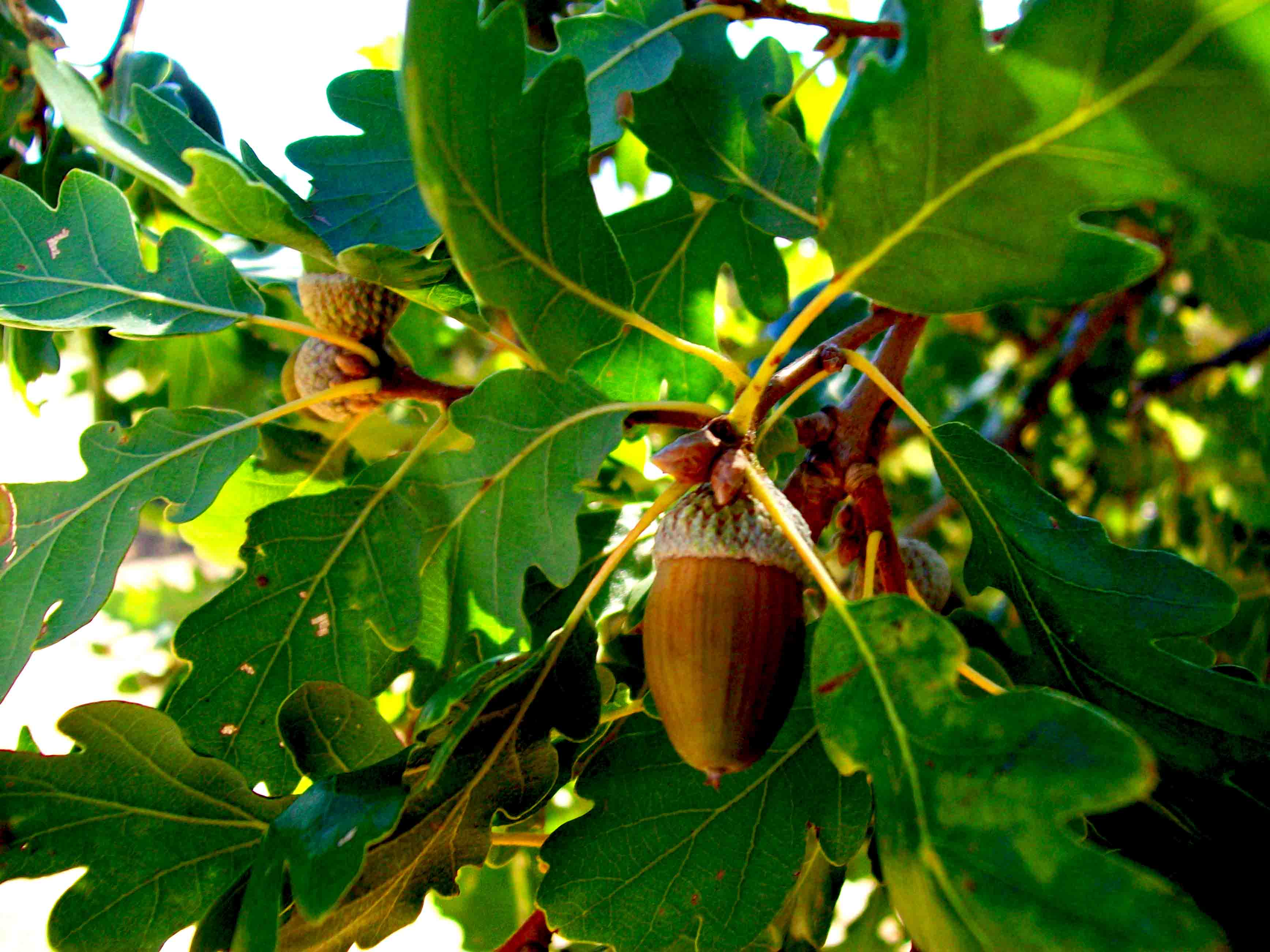
Wintereik

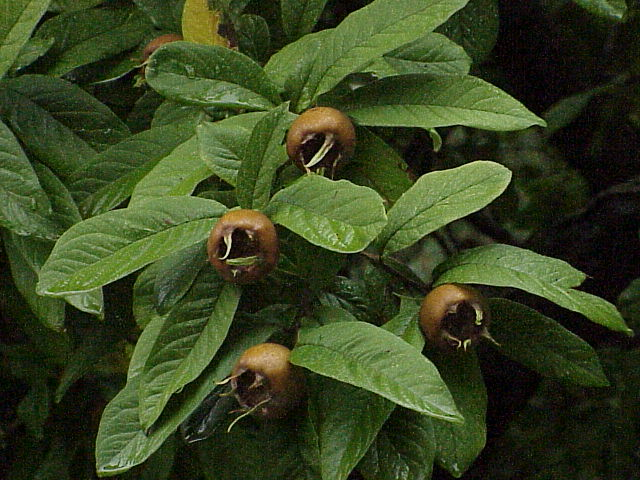
Mispel

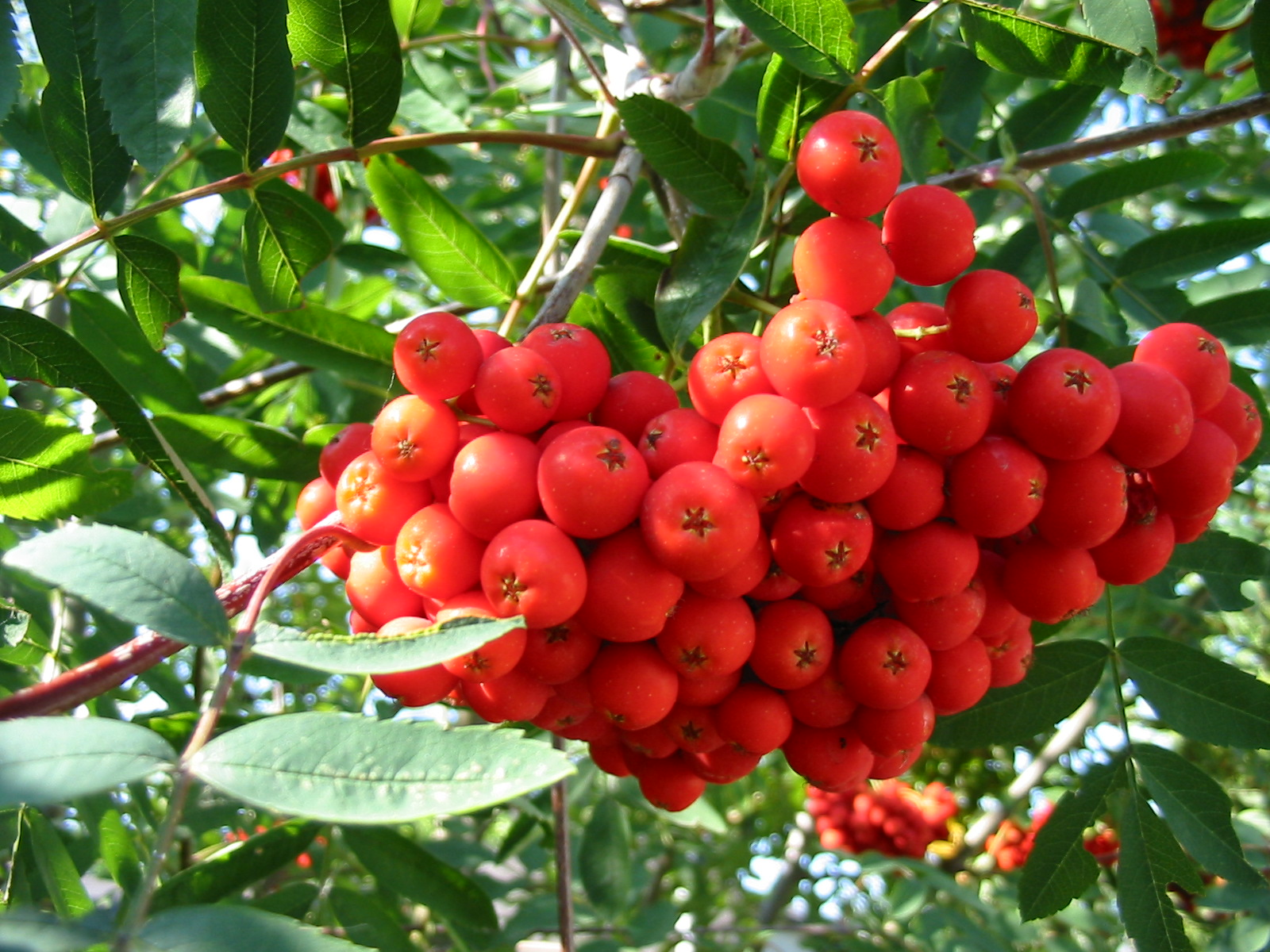
Wilde lijsterbes

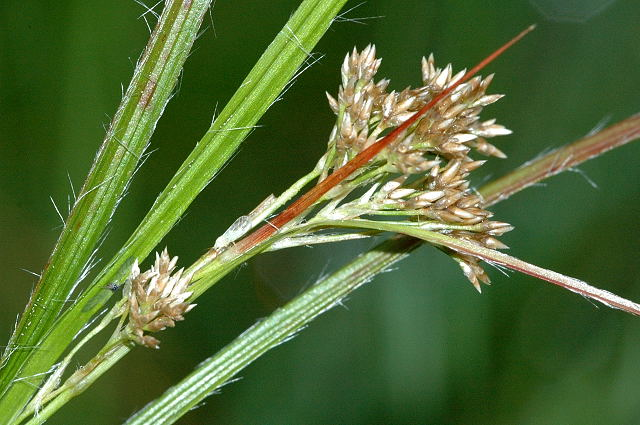
Witte veldbies

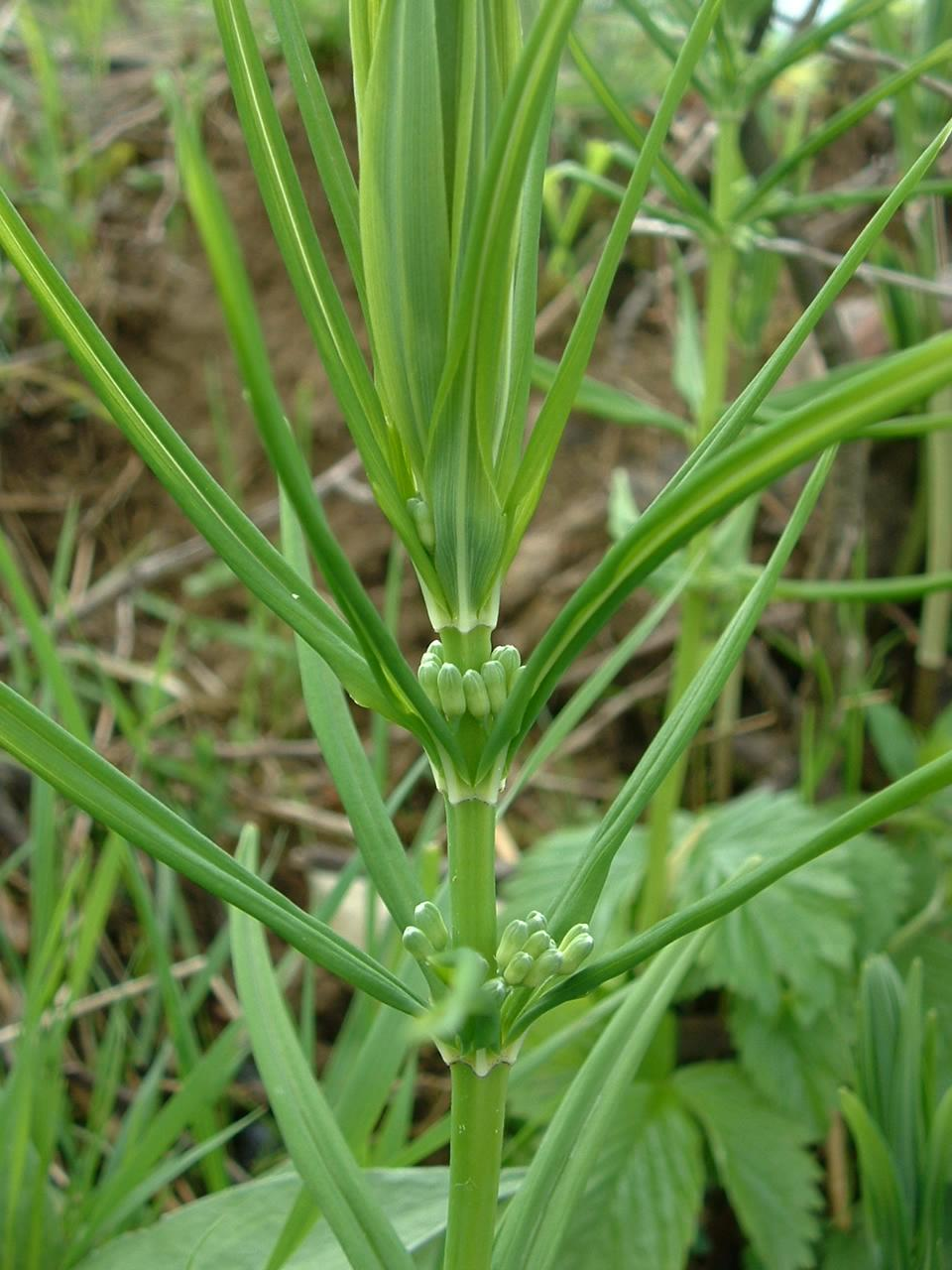
Kranssalomonszegel

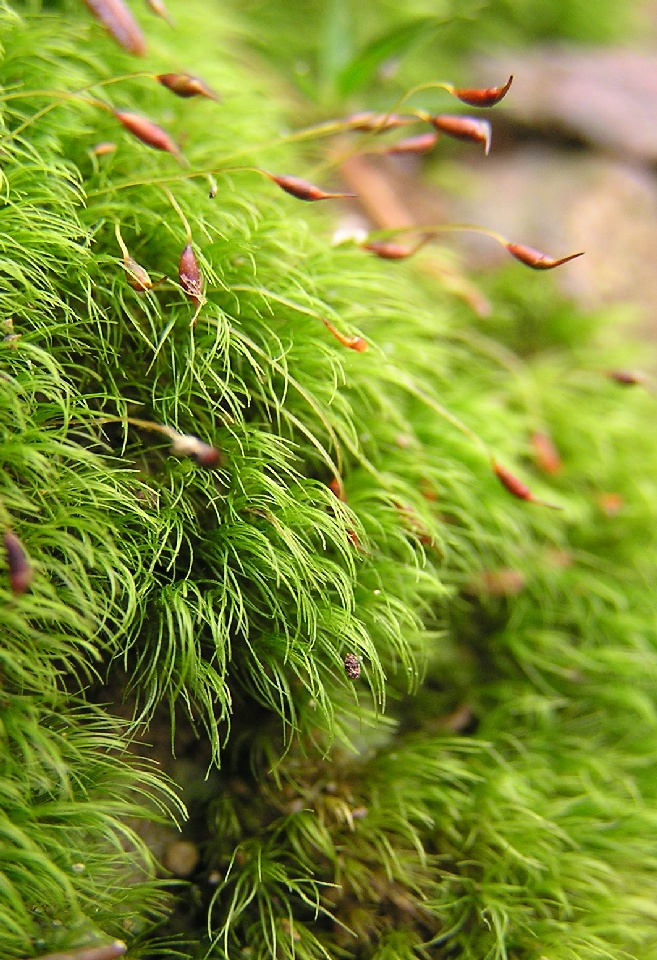
Gewoon pluisjesmos

Het veldbies-beukenbos is een soortenarme associatie. Voor Nederland en Vlaanderen zijn enkel de witte veldbies, de mispel en de zeer zeldzame kranssalomonszegel als kensoorten aanwezig. De zomereik en de naamgevende beuk zijn de meest algemene boomsoorten; de beuk kan in deze bossen zelfs dominant optreden. De belangrijkste begeleidende soorten zijn de blauwe bosbes, bochtige smele en adelaarsvaren en in de moslaag het gewoon pluisjesmos en het gewoon sterrenmos.
In de onderstaande tabel staan de belangrijkste diagnostische plantentaxa van het veldbies-beukenbos voor Nederland en Vlaanderen.
Boomlaag
| Kentaxon | Diff.taxon | Presentie | Triviale naam  | Botanische naam     | Opmerking |
| -------- | ---------- | --------- | -------------- | ------------------- | --------- |
| kK       |            | > 50%     | ruwe berk      | Betula pendula      |           |
| kK       |            | > 40%     | wintereik      | Quercus petraea     |           |
|          |            | > 70%     | zomereik       | Quercus robur       |           |
|          |            | > 60%     | beuk           | Fagus sylvatica     |           |
|          |            | > 40%     | haagbeuk       | Carpinus betulus    |           |
|          |            | > 30%     | zachte berk    | Betula pubescens    |           |
|          |            | > 30%     | gewone esdoorn | Acer pseudoplatanus |           |
|          |            | > 20%     | ratelpopulier  | Populus tremula     |           |

Struiklaag
| Kentaxon | Diff.taxon | Presentie | Triviale naam    | Botanische naam    | Opmerking |
| -------- | ---------- | --------- | ---------------- | ------------------ | --------- |
| kA       |            | > 30%     | mispel           | Mespilus germanica |           |
| kK       |            | > 90%     | wilde lijsterbes | Sorbus aucuparia   |           |
|          |            | > 50%     | hulst            | Ilex aquifolium    |           |
|          |            | > 40%     | sporkehout       | Frangula alnus     |           |
|          |            | > 30%     | hazelaar         | Corylus avellana   |           |
|          |            | > 20%     | trosvlier        | Sambucus racemosa  |           |

Kruidlaag
| Kentaxon | Diff.taxon | Presentie | Triviale naam        | Botanische naam           | Opmerking |
| -------- | ---------- | --------- | -------------------- | ------------------------- | --------- |
| kA       |            | > 90%     | witte veldbies       | Luzula luzuloides         |           |
| kA       |            | < 10%     | kranssalomonszegel   | Polygonatum verticillatum |           |
|          |            | > 90%     | wilde kamperfoelie   | Lonicera periclymenum     |           |
|          |            | > 80%     | blauwe bosbes        | Vaccinium myrtillus       |           |
|          |            | > 80%     | bochtige smele       | Avenella flexuosa         |           |
|          |            | > 80%     | adelaarsvaren        | Pteridium aquilinum       |           |
|          |            | > 60%     | gewone braam         | Rubus fruticosus          |           |
|          |            | > 40%     | valse salie          | Teucrium scorodonia       |           |
|          |            | > 40%     | bosgierstgras        | Milium effusum            |           |
|          |            | > 40%     | klimop               | Hedera helix              |           |
|          |            | > 40%     | gewone salomonszegel | Polygonatum multiflorum   |           |
|          |            | > 30%     | ruige veldbies       | Luzula pilosa             |           |
|          |            |           | grote veldbies       | Luzula sylvatica          |           |
|          |            |           | dalkruid             | Maianthemum bifolium      |           |
|          |            |           | schaduwkruiskruid    | Senecio ovatus            |           |

Moslaag
| Kentaxon | Diff.taxon | Presentie | Triviale naam      | Botanische naam        | Opmerking |
| -------- | ---------- | --------- | ------------------ | ---------------------- | --------- |
| kK       |            | > 50%     | gewoon pluisjesmos | Dicranella heteromalla |           |
|          |            | > 50%     | gewoon sterrenmos  | Mnium hornum           |           |
|          |            | > 30%     | fraai haarmos      | Polytrichum formosum   |           |

## Biologische Waarderingskaart
In de Biologische Waarderingskaart (BWK) van Vlaanderen en het Brussels Hoofdstedelijk Gewest is deze associatie opgedeeld in twee karteringseenheden, het eikenbos met witte veldbies (ql) en het beukenbos met witte veldbies (fa).
Beide vegetatietypen staan gewaardeerd als 'Biologisch zeer waardevol'.

#### Eikenbos met witte veldbies
Het eikenbos met witte veldbies (ql) komt voor als soortenarme, door zomereik gedomineerde bossen op zure tot vrij zure bodems, dat in de Voerstreek het meer Atlantische zuur eikenbos (qs) vervangt. Buiten de (schaarse) aanwezigheid van witte veldbies in het eerste, zijn deze vegetaties nauwelijks te onderscheiden.

#### Beukenbos met witte veldbies
Het beukenbos met witte veldbies (fl) lijkt zeer sterk op het voorgaande, maar heeft beuk als dominante boomsoort. Het vervangt in de Voerstreek het zuur beukenbos (fs).

## Verspreiding
Het veldbies-beukenbos heeft een breed verspreidingsgebied over continentaal en subcontinentale delen van Centraal-Europa, vooral in berggebieden.
In Nederland wordt ze enkel aangetroffen op vuursteeneluvium in het uiterste zuiden van Nederlands Limburg op meer dan 150 m hoogte, in Vlaanderen op de podzolbodems van de zandige plateaus in de Voerstreek zoals in het Veursbos en het Vrouwenbos. In Wallonië, Duitsland en Frankrijk is de associatie veel algemener.

## Bedreiging en bescherming
Net als de meeste voedselarme bossen worden veldbies-beukenbos bedreigd door verruiging, en dat vooral door inspoeling van nutriënten uit hoger gelegen landbouwgebieden.
Andere bedreigingen zijn bodemerosie of -compactering door overmatige recreatie, en intensief of grootschalig kapbeheer, overexploitatie en aanplanting met naaldhout.
Orde: Quercetalia roboris (orde van eiken- en beukenbossen op voedselarme grond)

Verbond: Quercion roboris (zomereik-verbond)

Associaties: Betulo-Quercetum roboris (berken-eikenbos) · Fago-Quercetum (beuken-eikenbos) · Deschampsio-Fagetum (bochtige smele-beukenbos) · Convallario-Quercetum dunense (duin-eikenbos)

Verbond: Luzulo-Fagion (verbond van veldbies-beukenbossen)

Associatie: Luzulo luzuloides-Fagetum (veldbies-beukenbos)